# Ona de serra

Formes d'ona sinusoide, quadrada, triangular, i de serra.

Una ona de serra és un tipus d'ona no sinusoide. Rep aquest nom perquè la seva forma s'assembla a la de les dents d'una serra. Una ona de serra és que aquesta puja en forma de rampa i després baixa recta. Tanmateix pot tractar-se d'ones en sentit contrari, que baixen en forma de rampa i després pugen rectes. Aquesta última forma és anomenada ona de serra inversa. En els senyals d'àudio, ambdues direccions de l'ona de serra sonen de la mateixa manera.